# Megan Gale
Megan Gale (ur. 7 sierpnia 1975 w Perth) – australijska modelka i aktorka.

## Życiorys
Megan zadebiutowała na wybiegu w pierwszej połowie lat 90. XX wieku w Australii. W 1998 roku podpisała kontrakt z mediolańską agencją modelek D Management Group. Od tego czasu zaczęła uczestniczyć w poważnych kampaniach reklamowych (Amarea beachwear, David Jones, Naj-Oleari, Lepel underwear), pokazach mody (Alex Perry, Australian Resort & Swimwear, Mariella Burani, Tigerlily  i sesjach zdjęciowych (australijska edycja Marie Claire i włoska edycja GQ). Jest bardzo znana we Włoszech (głównie dzięki reklamom firmy telekomunikacyjnej Omnitel/Vodafone), w ostatnich latach uzyskała także znaczną popularność w rodzimej Australii.
Próbowała także swoich sił jako aktorka, wystąpiła m.in. w filmach Niewidzialny (2005), I Love You Too (2010), Źródło nadziei (2014) i Mad Max: Na drodze gniewu (2015).